# Atom (seriefigur)
Atom namnet på flera fiktiva amerikanska superhjältar i litet format från DC Comics.

## Atom I (Al Pratt)
Atom I skapades 1940 av Bill O'Connor och Ben Flinton.
Al Pratt var kortväxt, något han ständigt blev retad och illa behandlad för. När han inte kunde skydda sin flickvän Mary James från en rånare dumpade hon honom, men Al hade trots detta tid och ork att bjuda en hemlös man på ett mål mat på vägen hem. Den hemlöse mannen visade sig vara den före detta proffstränaren Joe Morgan, som erbjöd sig att träna Al som tack. Al tränade för Joe i ett år, och när han återvände till sitt vanliga liv var han redo att möta vem som helst. Han skyndade till Marys hus och fann att hon precis hade blivit kidnappad. Al följde efter kidnapparna, slog ner dem allihop och räddade Mary. När polisen dök upp fann de brottslingarna bundna på golvet tillsammans med ett visitkort signerat "The Atom".
Al bestämde sig för att använda sina förmågor till brottsbekämpning och iklädde sig en jämförelsevis löjlig kostym. The Atom blev en av de första åtta medlemmarna i Justice Society of America.
På 1980-talet gav författaren Roy Thomas Al övermänskliga krafter. Atom kunde nu bland annat utdela en s.k. atomic punch. Detta på grund av den strålning som han utsattes för under en strid med superskurken Cyclotron på 1940-talet.
Under Zero Hour-krisen begav sig hela det kvarvarande JSA till Vanishing Point för att stoppa superskurken Extant. Al var den förste som attackerade, något som kostade honom livet.
Al Pratt har förekommit i mindre roller i flashbacks i några senare crossovers, bland annat i Blackest Night (2009–2010), Dark Nights: Death Metal (2020–2021) och The New Golden Age (2022).

## Atom II (Ray Palmer)
Atom II skapades av Gardner Fox (författare) och Gil Kane (tecknare) och gjorde debut 1961.

## Atom III (Adam Cray)
Den tredje Atom var en sidokaraktär i Suicide Squad som debuterade 1990.

## Atom IV (Ryan Choi)
Den fjärde Atom debuterade i augusti 2006.
 Artikeln var, i den version den hade den 26 december 2005, helt eller delvis hämtad från Seriewikin (hos Seriefrämjandet): Atom